# Ludwig Kiepert
Friedrich Wilhelm August Ludwig Kiepert (Breslávia, 6 de outubro de 1846 — Hanôver, 5 de setembro de 1934) foi um matemático alemão.

## Obras
- Tabelle der wichtigsten Formeln aus der Differential-Rechnung, zahlreiche Auflagen
- Grundriss der Differential- und Integral-Rechnung, Helwing, Hannover, 2 Bände, zahlreiche Auflagen
- Grundriss der Integral-Rechnung, 2 Bände, zahlreiche Auflagen
- Grundriss der Differential-Rechnung, zahlreiche Auflagen